# بلکبرن، آبردین‌شر
بلکبرن، آبردین‌شر (به انگلیسی: Blackburn, Aberdeenshire) یک شهرک در اسکاتلند است که در آبردین‌شایر واقع شده‌است. بلکبرن ۱٬۳۸۶ نفر جمعیت دارد.